# Luismel Morris
Luismel Morris Camero (Sierra de Cubitas, 14 dicembre 1997) è un calciatore cubano, centrocampista del Camagüey e della Nazionale cubana.

## Caratteristiche tecniche
È un centrocampista centrale.

## Carriera

### Nazionale
Ha debuttato in Nazionale il 22 marzo 2018, nell'amichevole Nicaragua-Cuba (3-1). Ha messo a segno la sua prima rete con la maglia della Nazionale il 29 agosto 2018, nell'amichevole Barbados-Cuba (0-2), siglando la rete del momentaneo 1-0 al minuto 41. Ha partecipato, con la Nazionale, alla CONCACAF Gold Cup 2019.